# Лобов, Владимир Николаевич
Влади́мир Никола́евич Ло́бов (род. 22 июля 1935, Бураево, Башкирская АССР) — советский военачальник, генерал армии (1989). Начальник Генерального штаба Вооружённых Сил СССР (1991). Профессор, доктор военных наук, кандидат исторических наук.
Народный депутат СССР (1989—1991).

## Биография
Родился в многодетной семье (6 детей). Отец работал механиком машинно-тракторная станции (МТС). С 10 лет одновременно с учёбой работал в МТС и в колхозе.

## Начало военной службы
В 1954 году призван на срочную службу в Советскую Армию. Служил в артиллерийском полку 201-й горно-стрелковой дивизии Туркестанского военного округа в городе Сталинабад (ныне столица Таджикистана Душанбе). В сентябре 1956 года сержант В. Н. Лобов направлен на учёбу в Рязанское артиллерийское училище, которое окончил в 1959 году. По окончании училища оставлен в нём: командир взвода курсантов.
В 1960 году прошёл переподготовку на военных курсах и в сентябре направлен в только что сформированные Ракетные войска стратегического назначения СССР, служил командиром взвода курсантов, преподавателем и помощником начальника учебной части школы подготовки сержантов в ракетной дивизии в Читинской области до 1964 года. Член КПСС.

## На старших командных должностях
В 1967 году окончил Военную академию имени М. В. Фрунзе, назначен командиром мотострелкового батальона в Группе советских войск в Германии. В августе 1968 года участвовал во вводе войск в Чехословакию, силами своего батальона захватил военный аэродром под Прагой, а затем несколько важных объектов в Праге. С мая 1969 года — начальник штаба, а с 1970 года — командир 74-го отдельного учебного мотострелкового полка в Группе советских войск в Германии.
С октября 1973 года — командир 63-й гвардейской учебной мотострелковой дивизии в Ленинградском военном округе, генерал-майор (25.04.1975). С декабря 1975 года — командир 26-го армейского корпуса в Архангельске. В 1979 году окончил Военную академию Генерального штаба Вооружённых Сил СССР имени К. Е. Ворошилова. С 1979 года — командующий 28-й общевойсковой армией в Белорусском военном округе. Во главе армии принимал участие в крупнейших советских военных учениях «Запад-81». Генерал-лейтенант (1980).

## На высших командных должностях
С октября 1981 года — первый заместитель командующего войсками Ленинградского военного округа. С июня 1984 года — командующий войсками Среднеазиатского военного округа. Генерал-полковник (20.10.1984). В декабре 1986 года отказался по требованию руководства Коммунистической партии Казахской ССР выводить войска округа на улицы для разгона митингов в Алма-Ате. Откомандировывался для участия в работах по ликвидации последствий Чернобыльской катастрофы, был заместителем Председателя Государственной комиссии по ликвидации последствий аварии.
С января 1987 года — первый заместитель начальника Генерального штаба ВС СССР, по поручению Генерального секретаря ЦК КПСС Михаила Горбачёва разработал проект военной реформы, который, в частности, предусматривал сокращение срока срочной службы с 2 лет до 18 месяцев. Однако основные положения встретили несогласие Министра обороны СССР Дмитрия Язова, в результате Лобов был отстранён от должности в ноябре 1988 года и некоторое время находился в распоряжении министра. С 24 января 1989 года — первый заместитель начальника Генерального штаба ВС СССР — начальник штаба Объединённых Вооружённых Сил государств — участников Варшавского договора. После роспуска Варшавского договора с марта 1991 года вторично находился в распоряжении министра. С июня 1991 года — начальник Военной академии имени М. В. Фрунзе.
После событий ГКЧП был 23 августа 1991 года назначен начальником Генерального штаба ВС СССР, вторично разрабатывал концепцию военной реформы, пытался смягчить негативные последствия для армии усиливающегося распада СССР.
С 1 октября по 25 декабря 1991 г. — член Совета обороны при Президенте СССР.
Указом Президента СССР от 7 декабря 1991 года освобождён от должности начальника Генерального штаба и в третий раз остался не у дел. С января 1992 года — военный инспектор-советник Группы генеральных инспекторов Министерства обороны. После её расформирования в мае 1992 года — в распоряжении Министра обороны Российской Федерации, некоторое время был военным советником президента России. В третий раз работал над проектом военной реформы. Планировал сокращение административных функций Министерства обороны и усиление роли Генерального штаба в руководстве войсками, перевод армии на бригадную организацию с упразднением дивизионного и полкового звеньев, сокращение срока срочной службы. Практически все положения были отвергнуты руководством Министерства обороны России, после чего в декабре 1993 года уволен в запас, а в марте 1994 года вышел в отставку.
Занимался общественной и научной работой. Был председателем общественной комиссии «Память народная» Международной ассоциации фондов мира, членом правления Российской ассоциации международных связей, был советником председателя Государственной думы Федерального собрания Российской Федерации, с 1992 года — член Экспертных советов при Президенте Российской Федерации и при Правительстве России.
После создания в 2008 году Службы генеральных инспекторов является Генеральным инспектором Управления генеральных инспекторов Министерства обороны Российской Федерации.
Живёт в Москве. Депутат Верховного Совета СССР 11 созыва (1984—1989). Народный депутат СССР (1989—1991), член Комитета Верховного Совета СССР по международным делам. Депутат Верховного Совета Казахской ССР 11-го созыва (1985—1989).

## Труды
Автор большого числа научных трудов, многие из которых посвящены хитрости, в том числе «Искусство военной хитрости» (1983), «Ставка на хитрость» (1984), «Информация в экономическом противоборстве систем» (1985), «Военная хитрость в боях и операциях (по опыту второй мировой войны)» (1986), «Не силой единой. О военной хитрости» (1986), «Военная хитрость в истории войн» (1988), «Место и роль информации» (1987), «Воспитание чести и достоинства в Российской армии» (1988), «Военная реформа: связь времён» (1991), «Военная хитрость: из теории и истории» (1992), «Военная хитрость и внезапность», «Энергия власти. Александр I и Наполеон» (2011), «Помнит вся Россия» (2012), «Александр I и его военно-политическая деятельность» (2012), «Ратоборцы» (2016), «Стратегия России в историческом измерении» (2021), более 200 статей в сборниках и в военных журналах.

## Награды

### СССР и Россия
- Орден Мужества (17 июня 2000 года, № 35140)
- Орден Почёта (4 мая 2000 года, № 9373)
- Орден Дружбы (8 мая 1997 года, № 2201)
- Орден Красного Знамени (19 февраля 1988 года, № 540413)
- Орден Кутузова 2-й степени (4 ноября 1981 года, № 3653)
- Орден Красной Звезды (21 февраля 1969 года, № 3629049)
- Орден «За службу Родине в Вооружённых Силах СССР» 3-й степени (18 февраля 1975 года, № 2576)
- Орден «За службу Родине в Вооружённых Силах СССР» 2-й степени (19 июля 1985 года, № 722)
- медали Советского Союза
- Орден Дружбы народов (Башкортостан) (2 июля 2023) — за многолетний добросовестный труд и плодотворную государственную деятельность[8]

### Иностранные государства
- Орден «За заслуги перед Отечеством» в золоте (Германская Демократическая Республика)
- Медаль «За укрепление братства по оружию» (Народная Республика Болгария, 1990)
- Медаль «Братство по оружию» (Польская Народная Республика, 1988)
- Медаль «За укрепление дружбы по оружию» в золоте (Чехословацкая Социалистическая Республика, 1985)
- Медаль «40 лет освобождения Чехословакии Советской Армией» (ЧССР, 1985)
- Медаль «30-я годовщина Революционных Вооружённых сил Кубы» (Куба, 1986)
- Медаль «Воину-интернационалисту от благодарного афганского народа»